# 18. Oscar-gála
Az 18. Oscar-gálát, az Amerikai Filmakadémia díjátadóját 1946. március 7-én tartották meg. A háború befejeztével újra aranyozott bronzszobrot kaptak a nyertesek (a háborús évek alatt gipszből készült szobor volt a díj). Joan Crawford tüdőgyulladásra hivatkozva otthon maradt, amikor azonban meghallotta nevét a rádióban, kipattant az ágyból és sminkest, fodrászt hivatott, teljes díszben várta Michael Curtizt, aki házhoz hozta a legjobb női főszereplőnek járó díjat.

## Kategóriák és jelöltek
Nyertesek félkövérrel jelölve

### Legjobb film
- Férfiszenvedély (The Lost Weekend) – Paramount – Charles Bracken
  - Elbűvölve (Spellbound) – Selznick, United Artists – David O. Selznick
  - Horgonyt fel! (Anchors Aweigh) – Metro-Goldwyn-Mayer – Joe Pasternak
  - Mildred Pierce – Warner Bros. – Jerry Wald
  - Szent Mary harangjai (The Bells of St. Mary’s) – Rainbow, RKO Pictures Radio – Leo McCarey

### Legjobb színész
- Ray Milland – Férfiszenvedély (The Lost Weekend)
  - Bing Crosby        – Szent Mary harangjai (The Bells of St. Mary’s)
  - Gene Kelly         – Horgonyt fel! (Anchors Aweigh)
  - Gregory Peck       – A mennyország kulcsa (The Keys of the Kingdom)
  - Cornel Wilde       – A Song to Remember

### Legjobb színésznő
- Joan Crawford – Mildred Pierce
  - Ingrid Bergman    – Szent Mary harangjai (The Bells of St. Mary’s)
  - Greer Garson        – The Valley of Decision
  - Jennifer Jones     – Love Letters
  - Gene Tierney      – Leave Her to Heaven

### Legjobb férfi mellékszereplő
- James Dunn – A Tree Grows In Brooklyn[* 1]
  - Michael Chekhov – Elbűvölve (Spellbound)
  - John Dall – Zöld a vetés (The Corn Is Green)
  - Robert Mitchum – The Story of G.I. Joe
  - J. Carrol Naish – A Medal for Benny

### Legjobb női mellékszereplő
- Anne Revere – A nagy derby (National Velvet)
  - Eve Arden – Mildred Pierce
  - Ann Blyth – Mildred Pierce
  - Angela Lansbury – Dorian Gray képe (The Picture of Dorian Gray)
  - Joan Lorring – Zöld a vetés (The Corn Is Green)

### Legjobb rendező
- Billy Wilder – Férfiszenvedély (The Lost Weekend)
  - Clarence Brown – A nagy derby (National Velvet)
  - Alfred Hitchcock – Elbűvölve (Spellbound)
  - Leo McCarey – Szent Mary harangjai (The Bells of St. Mary’s)
  - Jean Renoir – Mindennapi kenyerünk/A délvidéki (The Southerner)

### Legjobb eredeti történet
- The House on 92nd Street – Charles G. Booth
  - Susan és a férfiak (The Affairs of Susan) – Görög László, Thomas Monroe
  - A Medal for Benny – John Steinbeck, Jack Wagner
  - Célpont: Burma (Objective, Burma!) – Alvah Bessie
  - A Song to Remember – Ernst Marischka

### Legjobb eredeti forgatókönyv
- Marie-Louise – Richard Schweizer
  - Dillinger – Philp Yordon
  - Music for Millions – Myles Connolly
  - Salty O’Rourke – Milton Holmes
  - What Next, Corporal Hargrove? – Harry Kurnitz

### Legjobb adaptált forgatókönyv
- Férfiszenvedély (The Lost Weekend) – Charles Brackett, Billy Wilder forgatókönyve Charles R. Jackson regénye alapján
  - Mildred Pierce – Ranald MacDougall forgatókönyve James M. Cain regénye alapján
  - Pride of the Marines[* 2] – Albert Maltz forgatókönyve Roger Butterfield könyve alapján
  - The Story of G.I. Joe – Leopold Atlas, Guy Endore, Philip Stevenson forgatókönyve Ernie Pyle: Brave Men and Here Is Your War című könyve alapján
  - A Tree Grows In Brooklyn – Frank Davis, Tess Slesinger forgatókönyve Betty Smith regénye alapján

### Legjobb operatőr
- Harry Stradling - Dorian Gray képe (The Picture of Dorian Gray) (ff)
  - A mennyország kulcsa (The Keys of the Kingdom) – Arthur C. Miller
  - Férfiszenvedély (The Lost Weekend) – John F. Seitz
  - Mildred Pierce – Ernest Haller
  - Elbűvölve (Spellbound) – George Barnes
- Leon Shamroy - Leave Her to Heaven (színes)
  - Horgonyt fel! (Anchors Aweigh) – Robert Planck and Charles P. Boyle
  - A nagy derby (National Velvet) – Leonard Smith
  - A Song to Remember – Tony Gaudio and Allen M. Davey (posztumusz)
  - The Spanish Main – George Barnes

### Látványtervezés
Fekete-fehér filmek
- Wiard Ihnen, A. Roland Fields – Vér a felkelő Napon (Blood on the Sun)
  - Albert S. D'Agostino, Jack Okey, Darrell Silvera, Claude Carpenter – Pokoli kísérlet (Experiment Perilous)
  - James Basevi, William S. Darling, Thomas Little, Frank E. Hughes – A mennyország kulcsa (The Keys of the Kingdom)
  - Hans Dreier, Roland Anderson, Samuel M. Comer, Ray Moyer – Love Letters
  - Cedric Gibbons, Hans Peters, Edwin B. Willis, John Bonar, Hugh Hunt – Dorian Gray képe (The Picture of Dorian Gray)

Színes filmek
- Hans Dreier, Ernst Fegte, Samuel M. Comer – Frenchman’s Creek
  - Lyle Wheeler, Maurice Ransford, Thomas Little – Leave Her to Heaven
  - Cedric Gibbons, Urie McCleary, Edwin B. Willis, Mildred Griffiths – A nagy derby (National Velvet)
  - Ted Smith, Jack McConaghy – San Antonio
  - Stephen Goosson, Rudolph Sternad, Frank Tuttle – A Thousand and One Nights

### Legjobb vágás
- A nagy derby (National Velvet) – Robert J. Kern
  - Szent Mary harangjai (The Bells of St. Mary’s) – Harry Marker
  - Férfiszenvedély (The Lost Weekend) – Doane Harrison
  - Célpont: Burma (Objective, Burma!) – George Amy
  - A Song to Remember – Charles Nelson

### Legjobb vizuális effektus
- Csuda pasi – John P. Fulton
  - Captain Eddie – Fred Sersen és Sol Halprin
  - Elbűvölve (Spellbound) – Jack Cosgrove
  - They Were Expendable[* 3] – A. Arnold Gillespie, Donald Jahraus és R.A. MacDonald
  - A Thousand and One Nights – L.W. Butler

### Legjobb eredeti filmzene

#### Filmzene drámai filmben vagy vígjátékban
- Elbűvölve (Spellbound) – Rózsa Miklós
  - Szent Mary harangjai (The Bells of St. Mary’s) – Robert Emmett Dolan
  - Brewster’s Millions – Lou Forbes
  - Captain Kidd – Werner Janssen
  - The Enchanted Cottage – Roy Webb
  - Flame of Barbary Coast – Dale Butts és Morton Scott
  - G. I. Honeymoon – Edward J. Kay
  - Guest in the House – Werner Janssen
  - Guest Wife – Daniele Amfitheatrof
  - A mennyország kulcsa (The Keys of the Kingdom) – Alfred Newman
  - Férfiszenvedély (The Lost Weekend) – Rózsa Miklós
  - Love Letters – Victor Young
  - The Man Who Walked Alone – Karl Hajos
  - Célpont: Burma (Objective, Burma!) – Franz Waxman
  - Paris Underground – Alexandre Tansman
  - A Song to Remember – Rózsa Miklós és Morris Stoloff
  - Mindennapi kenyerünk/A délvidéki (The Southerner) – Werner Janssen
  - The Story of G.I. Joe – Louis Applebaum és Ann Ronell
  - This Love of Ours – H. J. Salter
  - The Valley of Decision – Herbert Stothart
  - Nő az ablak mögött (The Woman in the Window) – Hugo Friedhofer és Arthur Lange

#### Filmzene musicalfimben
- Horgonyt fel! (Anchors Aweigh) – Georgie Stoll
  - Belle of the Yukon – Arthur Lange
  - Can’t Help Singing – Jerome Kern (posztumusz) és H. J. Salter
  - Hitchhike to Happiness – Morton Scott
  - Incendiary Blonde – Robert Emmett Dolan
  - Kék rapszódia (Rhapsody in Blue) – Ray Heindorf és Max Steiner
  - State Fair – Charles Henderson és Alfred Newman
  - Sunbonnet Sue – Edward J. Kay
  - A három lovag (The Three Caballeros) – Edward H. Plumb, Paul J. Smith és Charles Wolcott
  - Tonight and Every Night – Marlin Skiles és Morris Stoloff
  - Why Girls Leave Home – Walter Greene
  - Csuda pasi (Wonder Man) – Lou Forbes és Ray Heindorf

## Statisztika

### Egynél több jelöléssel bíró filmek
- 8 : Szent Mary harangjai  (The Bells of St. Mary’s)
- 7 : Férfiszenvedély (The Lost Weekend)
- 6 : Mildred Pierce, A Song to Remember, Elbűvölve (Spellbound)
- 5 : Horgonyt fel (Anchors Aweigh), A nagy derby (National Velvet)
- 4 : A mennyország kulcsa (The Keys of the Kingdom), Leave Her to Heaven, Love Letters, The Story of G.I. Joe, Wonder Man
- 3 : Célpont: Burma (Objective, Burma), Dorian Gray képe, Mindennapi kenyerünk/A délvidéki (The Southerner)
- 2 : Belle of the Yukon, Can't Help Singing, Zöld a vetés (The Corn Is Green), Flame of Barbary Coast, A Medal for Benny, Kék rapszódia (Rhapsody in Blue), San Antonio, State Fair, They Were Expendable, A Thousand and One Nights, A három lovag (The Three Caballeros), Tonight and Every Night, A Tree Grows in Brooklyn, The Valley of Decision, Why Girls Leave Home

### Egynél több díjjal bíró filmek
- 4 : Férfiszenvedély (The Lost Weekend)
- 2 : National Velvet